# Mirko Lang
Mirko Lang (Brema, 5 ottobre 1978) è un attore tedesco.

## Biografia
Vive a Berlino con Inez Bjørg David e i loro due figli.

## Filmografia parziale
- Engel & Joe (2001)
- Il miracolo di Berna, regia di Sönke Wortmann (2002)
- Guys and Balls (2003)
- Il sangue dei templari (2004)
- Æon Flux - Il futuro ha inizio, regia di Karyn Kusama (2005)
- Inga Lindström - Il cigno nero (John Delbridge) (2013)
- Die Bergretter - serie TV, 18 episodi (2014-in corso)
- SOKO Hamburg - serie TV, 6 episodi (2018)

## Teatro
- I nibelunghi (2002)